# Giuseppe Baturi
Giuseppe Andrea Salvatore Baturi (* 21. března 1964, Katánie) je italský římskokatolický duchovní a arcidiecéze Cagliari.

## Život
Narodil se 21. března 1964 v Katánii.
Studoval právo na Univerzitě v Katánii. Vstoupil do kněžského semináře. Teologické studia získal v rodném městě a na Papežské univerzitě Gregoriana obdržel licenciát z kanonického práva. Dne 2. ledna 1993 byl arcibiskupem Luigi Bommaritem vysvěcen na kněze. Po vysvěcení působil jako biskupský vikář pro ekonomii, jako generální prokurátor arcibiskupa a jako profesor kanonického práva na Teologickém institutu sv. Pavla v Katánii. Byl sekretářem právních záležitostí Italské biskupské konference.
Dne 16. listopadu 2019 jej papež František jmenoval metropolitním arcibiskupem Cagliari. Biskupské svěcení přijal 5. ledna 2020 z rukou kardinála Gualtiera Bassetti a spolusvětiteli byli arcibiskup Arrigo Miglio a arcibiskup Salvatore Gristina. Dne 29. června obdržel od papeže pallium.